# Sollacaro
Sollacaro (kors. Suddacarò) – miejscowość i gmina we Francji, w regionie Korsyka, w departamencie Korsyka Południowa. Miejscowość jest położona na stoku górskim, słynie podobnie jak okolice z licznych winnic i piwnic winiarskich. Na południe od Sollacaro, nad przepiękną zatoką Valinco (Golfe de Valinco) znajduje się miasteczko portowe Propriano.
Według danych na rok 1990 gminę zamieszkiwały 324 osoby, a gęstość zaludnienia wynosiła 14 osób/km².

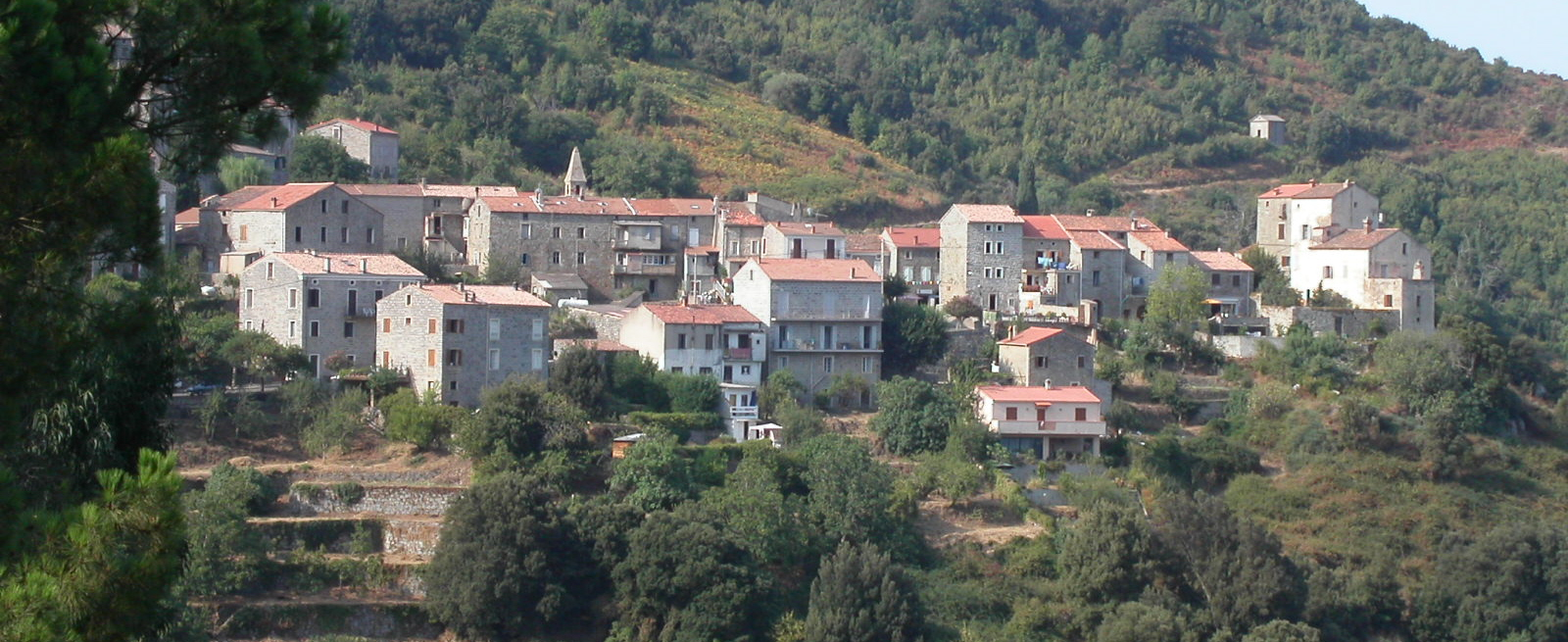
panorama Sollacaro